# 10e cérémonie des Filmfare Awards

La dixième cérémonie des Filmfare Awards s'est déroulée en 1963 à Bombay en Inde.

## Palmarès
| Catégorie                                  | Lauréat |
| ------------------------------------------ | --- |
| Meilleur film                              | Sahib Bibi Aur Ghulam - produit par Guru Dutt - réalisé par Abrar Alvi - avec Guru Dutt, Rehman, Meena Kumari, Waheeda Rehman et Nasir Hussain |
| Meilleur réalisateur                       | Abrar Alvi (Sahib Bibi Aur Ghulam) |
| Meilleur acteur                            | Ashok Kumar (Rakhi) |
| Meilleure actrice                          | Meena Kumari (Sahib Bibi Aur Ghulam) |
| Meilleur acteur dans un second rôle        | Mehmood (Dil Tera Deewana) |
| Meilleure actrice dans un second rôle      | Shashikala (Aarti) |
| Meilleur compositeur                       | Shankar Jaikishan (Professor) |
| Meilleur parolier                          | Shakeel Badayuni pour « Kahin Deep Jale » (Bees Saal Baad)                                                                                     |
| Meilleur chanteur ou chanteuse de playback | Lata Mangeshkar pour « Kahin Deep Jale » (Bees Saal Baad)                                                                                      |
| Meilleure histoire                         | K. P. Kottarakara (Rakhi) |
| Meilleurs dialogues                        | - |
| Meilleure photographie (noir & blanc)      | V.K. Murthy (Sahib Bibi Aur Ghulam) |
| Meilleure direction artistique             | - |
| Meilleur son                               | S.Y. Pathak (Bees Saal Baad) |
| Meilleur montage                           | Keshav Naidu (Bees Saal Baad) |